# Storm Chaser
Storm Chaser es el octavo EP publicado del dueto inglés de música electrónica Erasure, lanzado en 2007.
Todas las canciones de este EP fueron compuestas por Vince Clarke y Andy Bell y funcionó como el tercer sencillo del álbum Light at the End of the World, usando los temas Storm in a Teacup y Sucker for Love como cortes de difusión.

## Descripción
Storm Chaser, debido a su duración extendida, no iba a ser elegible para el ranking británico, pero de todas formas terminó entrando en el puesto 172. En Dinamarca alcanzó el puesto 17.

## Lista de temas
| Storm Chaser |                                                  |          |  |
| N.º          | Título                                           | Duración |  |
| 1.           | «Storm in a Teacup» (versión sencillo)           | 3:27     |  |
| 2.           | «Sucker for Love» (Extended Mix)                 | 6:37     |  |
| 3.           | «Golden Heart» (GRNs 'Golden Glow' Radio Edit)   | 3:45     |  |
| 4.           | «Early Bird» (con Cyndi Lauper)                  | 3:11     |  |
| 5.           | «Storm in a Teacup» (Koishi & Hush Club Mix)     | 7:31     |  |
| 6.           | «Sucker for Love» (DJ Manolo Mix)                | 9:19     |  |
| 7.           | «Storm in a Teacup» (Extended Mix)               | 5:56     |  |
| 8.           | «When a Lover Leaves You» (Oscar Salguero Remix) | 3:49     |  |
| 9.           | «Glass Angel» (The Equilateral Mix)              | 7:50     |  |

| Pistas adicionales en la edición digital |                                          |          |  |
| N.º                                      | Título                                   | Duración |  |
| 10.                                      | «Golden Heart» (GRN's Golden Glow Remix) | 5:07     |  |
| 11.                                      | «When a Lover Leaves You» (GRN Remix)    | 4:00     |  |

| Edición en disco de vinilo de 7 pulgadas |                                                 |          |  |
| N.º                                      | Título                                          | Duración |  |
| 10.                                      | «Storm in a Teacup» (versión sencillo)          | 3:27     |  |
| 11.                                      | «Sucker for Love» (editada, por James Aparicio) | 3:30     |  |

## Créditos
Este EP tiene la duración de un álbum y cuenta con algunas particularidades, como la participación especial de Cyndi Lauper cantando -a dúo con Andy Bell- en el único tema inédito hasta su edición: Early Bird. Una versión remezclada de Early Bird -DJ Manolo's True Colors Mix- apareció en el álbum a beneficio de True Colors. La versión original de este tema, sin la participación de Cyndi Lauper fue editada tiempo después en el EP Pop! Treasure.

Las versiones originales de Storm In A Teacup, Sucker For Love, Golden Heart, When A Lover Leaves You y  Glass Angel aparecen en el álbum Light at the End of the World.

## Datos adicionales
La canción Storm in a Teacup habla acerca de los problemas de alcoholismo de la madre de Andy Bell.

Previamente a la edición de este EP, la banda hizo un concurso de remixes del tema When a Lover Leaves You, que iba a ser el tercer sencillo del álbum, donde el ganador tendría lugar en él. El ganador fue Oscar Salguero y su remezcla fue finalmente incluida en este EP.

Storm in a Teacup (en su versión sencillo) fue incluida en 2009 para representar al EP Storm Chaser en el compilatorio Total Pop! The First 40 Hits.